# Teboho Mzini
Teboho Mzini (7 de febrero de 1970) es un deportista lesotense que compitió en taekwondo. Ganó una medalla de bronce en los Juegos Panafricanos de 1991, y una medalla de plata en el Campeonato Africano de Taekwondo de 1998.

## Palmarés internacional
| Juegos Panafricanos | Juegos Panafricanos | Juegos Panafricanos | Juegos Panafricanos |
| Año                 | Lugar               | Medalla             | Categoría           |
| ------------------- | ------------------- | ------------------- | ------------------- |
| 1991                | El Cairo (Egipto)   | Medalla de bronce   | –83 kg              |
| Campeonato Africano |                     |                     |                     |
| Año                 | Lugar               | Medalla             | Categoría           |
| 1998                | Nairobi (Kenia)     | Medalla de plata    | –72 kg              |